# Julien Bourdon
 (décembre 2017).
Si vous disposez d'ouvrages ou d'articles de référence ou si vous connaissez des sites web de qualité traitant du thème abordé ici, merci de compléter l'article en donnant les références utiles à sa vérifiabilité et en les liant à la section « Notes et références ».
Julien Bourdon est un joueur français de volley-ball né le 11 octobre 1991. Il joue Central.

## Clubs
| Club               | Pays   | De        | À         |
| ------------------ | ------ | --------- | --------- |
| Club Alès          | France | 2009-2010 | 2011-2012 |
| Mende VB           | France | 2012-2013 | 2012-2013 |
| Nice VB            | France | 2013-2014 | 2014-2015 |
| Asnières Volley 92 | France | 2015-2016 | 2015-2016 |
| Martigues VB       | France | 2016-2017 | ...       |

## Palmarès
- Championnat d'Europe universitaire :
  - Vainqueur : Juillet 2016 (à Zagreb en Croatie).